# 두 아빠
《두 아빠》는 1995년 10월 16일부터 1996년 1월 11일까지 방송되었던 MBC 일일 시트콤이었다.

## 프로그램 소개
- 같은 고향 국민학교 동창 두 남자가 죽은 국민학교 여자 동창(故 박예령)의 아이를 키우며 일어나는 이야기

## 방영 목록
제 1 화 아빠의 스캔들
제 2 화 고마우신 아버지
제 3 화 돈 내고 삽시다
제 4 화 가을 남자
제 5 화 옆집 여자의 비밀
제 6 화 부부싸움
제 7 화 남자는 싫어
제 8 화 성의를 보여줘요
제 9 화 생일
제 10 화 밤나들이
제 11 화 운세와 궁합
제 12 화 협박범을 잡아라
제 13 화 악연의 시작
제 14 화 집들이의 불청객
제 15 화 심리테스트
제 16 화 통화는 간단히
제 17 화 이모의 빈자리
제 18 화 엄마의 사진
제 19 화 아빠의 맞선
제 20 화 투표
제 21 화 아빠 힘내세요
제 22 화 보약소동
제 23 화 가정방문
제 24 화 없는자의 설움
제 25 화 아빠가 신문에 났어요
제 26 화 힙합 바지와 배꼽티
제 27 화 누리의 첫사랑
제 28 화 아빠의 선택
제 29 화 삐삐도 모르는 아버지
제 30 화 심은 대로 거두리라
제 31 화 어른이 되고 싶어
제 32 화 이간질
제 33 화 노처녀 블루스
제 34 화 스무살 생일
제 35 화 붙잡는 매는 따로 있다
제 36 화 칠전팔기
제 37 화 병국이의 방학일기
제 38 화 송년쌍쌍파티
제 39 화 불우이웃을 도웁시다
제 40 화 새해는 밝았건만
제 41 화 우리는 친구사이
제 42 화 백마 탄 왕자님
제 43 화 개같은 내 인생
제 44 화(마지막회) 싸우지 마세요

## 출연진

### 두 아빠
|  | 선한 임시 대리 양육 관련 의도를 취지로 한 2명의 가짜 아빠 |

- 송기윤 ... 송기윤 역

길용우와는 경기도 평택 고덕면 해창리 고덕국민학교 동창. 돼지띠 만36세.
- 길용우 ... 길용우 역

송기윤과는 경기도 평택 고덕면 해창리 고덕국민학교 동창. 돼지띠 만36세.
- 인병국 ... 인병국 역

말띠 만5세로 송기윤과 길용우의 지난날 1994년 10월 6일 목요일 당시 교통사고(버스 전복 사고)로 인하여 죽은 국민학교 여자 동창 부부의 외동아들(아버지: 故 인용백 - 어머니: 故 박예령)

### 병국이 다니는 서울 문화유치원
- 김보연 ... 김보연 역

문화유치원 원장
- 김지호 ... 김지호 역

문화유치원 교사 1
- 이주나 ... 이주나 역

문화유치원 교사 2

### 두 아빠와 병국이 세를 든 하숙집 주인댁
- 양택조 ... 홍세택 역

갑수 외할아버지 - 길용우와 송기윤의 하숙집 주인 영감. 쥐띠 만59세.
- 정혜선 ... 정혜선 역

갑수 외할머니 - 길용우와 송기윤의 하숙집 안주인 마님. 소띠 만58세.
- 이원용 ... 이원용 역

갑수 아빠 - 서울 서초구 양재동 인력시장 예하 인력은행 전임이사
- 김용선 ... 홍태숙 역

갑수 엄마
- 홍진희 ... 홍진희 역

갑수 이모 - 이원용의 처제
- 최정 ... 이갑수 역

이원용과 홍태숙의 아들. 호랑이띠 만9세로 국민학교 3학년.

### 나 상무 댁
- 나영진 ... 나춘택 역

누리 아빠 - 양띠생으로 만40세 - 서울 서초구 양재동 인력시장 예하 인력은행 상무이사
- 이상미 ... 이해윤 역

누리 엄마 - 토끼띠생으로 만32세
- 나경미 ... 나정아 역

누리 이복 고모 - 용띠생으로 만19세 - 나춘택의 배다른 누이동생
- 노희지 ... 나누리 역

나춘택과 이해윤의 딸. 토끼띠 만8세로 국민학교 2학년.

### 나 상무의 본가
- 장민호 ... 나민호 역

나춘택 상무이사의 친조부. 누리 증조부. 쥐띠생으로 만95세.
- 전숙 ... 전숙이 역

나춘택 상무이사의 친조모. 누리 증조모. 말띠생으로 만89세.
- 추석양 ... 나석양 역

나춘택 상무이사의 아버지. 누리 친할아버지. 첫 부인을 상배한 후 재혼을 한 호랑이띠생으로 만69세.
- 홍윤정 ... 홍여진 역

나춘택 상무이사의 계모. 누리 새할머니. 쥐띠생으로 만47세.

### 나 상무의 처가
- 문회원 ... 이회전 역

나춘택의 장인 - 누리 외할아버지. 닭띠생으로 만62세.
- 김형자 ... 김형자 역

나춘택의 장모 - 누리 외할머니. 호랑띠생으로 만57세.

### 병국의 강화도 읍내 친가 관련
- 홍민우 ... 인우섭 역

인병국의 친할아버지 - 강화도 읍내 거주 - 경기 강화 읍내의 부농.
- 김석옥 ... 김석옥 역

인병국의 친할머니 - 강화도 읍내 거주
- 최항석 ... 인항태 역

강화도를 떠나 서울로 분가한 공학박사 출신의 문화대학교 산업공학과 겸임교수 - 인병국의 친삼촌 - 인일섭의 친조카 - 故 인용백의 친동생
- 정혜승 ... 정혜승 역

인병국의 친숙모 - 인항태 문화대학교 산업공학과 겸임교수의 부인
- 곽정욱 ... 인중엽 역

인항태와 정혜승의 아들 - 인병국의 사촌 남동생 - 양띠 만4세.
- 백일섭 ... 인일섭 역

인병국의 작은할아버지 - 원숭이띠 만51세 - 강화도 읍내 거주 - 경기 강화 읍내의 부농.
- 서영애 ... 강남숙 역

인병국의 작은할머니 - 호랑이띠 만45세 - 강화도 읍내 거주
- 황인성 ... 인성수 역

인일섭의 외동아들 - 강화도 읍내 출생이며 군 제대 이후 서울 중랑구 면목동 소재 자취방 하숙생 - 인병국의 5촌 아저씨 - 서울 소재 문화전문대학 미술학과 전문학사 출신으로 공군 사병 병장 전역한 돼지띠 만24세.
- 김지남 ... 인지영 역

인일섭의 첫째딸 - 경기 강화 읍내 출생 - 경기도 구리 유학 - 인병국의 5촌 고모 - 말띠생 만17세로 서울삼육고등학교 2학년
- 김정아 ... 인정림 역

인일섭의 막내딸 - 경기 강화 읍내 출생 - 경기도 구리 유학 - 인병국의 5촌 고모 - 닭띠생 만14세로 서울삼육중학교 2학년

### 병국의 경기도 안양 외가 관련
- 정대홍 ... 박해보 역

인병국의 외할아버지 - 원숭이띠 만63세 - 경기도 안양 거주
- 최은숙 ... 최은숙 역

인병국의 외할머니 - 쥐띠 59세 - 경기도 안양 거주
- 정명환 ... 박종섭 역

인병국의 외삼촌 - 토끼띠 만32세 - 경기도 안양 거주
- 신국 ... 박수보 역

인병국의 작은외할아버지 - 돼지띠 만60세 - 경기도 안양 거주
- 홍영자 ... 방월숙 역

인병국의 작은외할머니 - 소띠 만46세 - 경기도 안양 거주
- 김광일 ... 박광진 역

박수보 내외의 아들 - 경기도 안양 출생 - 서울 유학 - 인병국의 5촌 외종숙 - 문화대학교 행정학과 2학년(토끼띠 만20세).

### 병국의 작은아빠 처남 필진 관련
- 구보석 ... 정필진 역

병국 친삼촌 인항태의 손아랫처남. 소띠생 만34세. 경기도 용인 양지면 정수리 지역의 부농가 대농 집안에서 정일민 내외의 슬하 2남 3녀(5남매) 중 막내(차남)로 출생. 1994년 5월 29일 일요일 결혼을 한 신혼 1년차 부부로 아이는 아직 없으며 인천 중구 북성동 거주.
- 이영자 ... 이영은 역

정필진의 처. 뱀띠생 만30세. 충청북도 청원 가덕면 행정리 지역의 부농가 대농 집안에서 친정아버지 이순걸 내외의 슬하 3남 2녀(5남매) 중 막내(차녀)로 출생하였고, 1994년 5월 29일 일요일 결혼을 한 신혼 1년차 부부로 아이는 아직 없으며 인천 중구 북성동 거주.
- 임정하 ... 이동춘 역

정필진의 둘째 손윗처남. 양띠생 만40세. 충청북도 보은 마로면 갈평리 지역의 둘째 외숙부 내외 분가댁에서 아버지 이순걸 내외의 슬하 3남 2녀(5남매) 중 차남(둘째아들)이자 셋째로 출생한 그는 아내와 슬하 2남(두 아들)과 모두 함께 경기도 수원 장안구 송죽동 거주.
- 주한울 ... 이광사 역

정필진의 처조카. 개띠생 만13세 및 경기도 수원 송천중학교 1학년. 그의 아버지(이동춘)는 할아버지 이순걸 내외의 차남(슬하 3남 2녀(5남매) 가운데 둘째아들)이고, 이광사도 이동춘 내외의 차남(슬하 2남 가운데 막내)이며, 경기도 수원 장안구 송죽동 거주.
- 양일민 ... 정일민 역

병국 친삼촌 인항태의 장인. 쥐띠생 만71세. 일제강점기 시대 경기도 용인 양지면 정수리 지역의 부농가 대농 집안에서 슬하 2남 4녀(6남매) 중 맏이이자 적출 장남(첫째)으로 출생한 쥐띠생(만71세)인 그는 인천 중구 개항동 거주.
- 박예숙 ... 김숙례 역

병국 친삼촌 인항태의 장모. 토끼띠생 만68세. 일제강점기 시대 충청북도 보은 내북면 동산리 지역의 부농가 대농 집안에서 슬하 2남 6녀(8남매) 중 장녀(첫째딸)이자 맏이로 출생하였으며 인천 중구 개항동 거주.
- 김동석 ... 김동열 역

병국 친삼촌 인항태의 장모 김숙례의 친정 조카. 소띠생 만34세. 충청북도 보은 내북면 동산리 지역에서 부농가 대농 집안의 후손으로 출생하였으며, 김강삼 내외의 슬하 2남 2녀(4남매) 중 막내(차남)이고, 아버지(김강삼)는 할아버지(故 김계준)의 슬하 2남 6녀(8남매) 중 차남(셋째)이자 큰고모(김숙례)의 둘째 친정 남동생. 경기도 평택 오성면 양교리 거주.
- 서학 ... 정광득 역

병국 친삼촌 인항태의 손윗처남. 토끼띠생 만44세. 충청북도 보은 삼승면 탄금리 지역의 한국 전쟁 피난지에서 경기도 용인 양지면 정수리 부농가 후손 정일민 내외의 슬하 2남 3녀(5남매) 중 장남(첫째아들)이자 둘째(누나 1명과, 누이동생 2명과, 남동생 1명)로 출생하였으며, 만5세 남짓 되던 해(1956년)에 경기도 용인 양지면 정수리 친가로 귀거한 그는, 1977년 11월 당시 만27세 시절에 제주도 제주 공군 사병 입대하였고, 3년 훗날 지난 1980년 11월 당시 만30세 시절에 공군 사병 병장 전역한 그는, 아내와 슬하 2남 1녀(3남매 - 소띠생 만22세 공군 사병 입대 1년차 장남, 용띠생 만19세 갓 고졸 차남, 돼지띠생 만12세 초등학교 6학년짜리 막내딸)와 모두 함께 인천 중구 개항동 거주.
- 김정현 ... 정송후 역

병국 친삼촌 인항태의 처조카. 정일민 내외의 차손(정광득 부부의 차남)이자, 용띠생 만19세 및 1995년 2월 당시 서울문화공업고등학교 졸업자 출신으로, 1996년 8월 8일(목요일)에 징집될 제주도 제주 공군 사병 입대 예정자. 그의 아버지(정광득)는 정일민 부부의 장남(슬하 3남 2녀(5남매) 가운데 첫째아들)이며, 정송후는 정광득 내외의 차남(슬하 2남 1녀 가운데 둘째아들)으로, 인천 중구 개항동 친가 거주 및 제주도 서귀포 송산동 간이 자취생.
- 유퉁 ... 정차민 역

병국 친삼촌 인항태의 이복 서얼 처삼촌. 원숭이띠생 만51세. 일제 시대 말기 경기도 용인 양지면 정수리 지역의 부농가 대농 집안에서 슬하 2남 4녀(6남매) 중 서얼 차남(막내)으로 출생한 원숭이띠생(만51세)인 그는 1971년 4월, 당시 만27세 시절에 충청북도 청주 공군 사병 입대하여, 3년 훗날 지난 1974년 4월, 당시 만30세 시절에 공군 사병 병장 전역. 그 후 인천 중구 영종동 거주.
- 문영미 ... 문영학 역

병국 친삼촌 인항태의 이복 처숙모. 말띠생 만53세. 인천 중구 영종동 거주.
- 채유미 ... 정유미 역
  - 홍세은 ... 1983년 여고 2학년 당시의 정유미 역

정차민 내외의 슬하 1남 2녀(3남매) 중 맏딸. 말띠생 만29세. 정광득의 사촌 누이동생으로 아직 미혼. 4년제 미술대학을 나온 그녀는 미술학원 강사로 인천 중구 영종동 거주. 하마터면 인천 중구 북성동 월미도 원도심에서 강남숙(인일섭 아내)에게 인성수(인일섭-강남숙 부부 아들)의 여자친구(혹은 애인)로 오해받을 뻔한다.
- 정찬우 ... 정찬우 역

정차민 내외의 슬하 1남 2녀(3남매) 중 둘째(외동 막내아들). 닭띠생 만26세. 정광득의 사촌 남동생으로 아직 미혼. 2년제 공업전문대학을 나온 후 기술자격 시험 응시 준비중인 그는 인천 중구 영종동 거주.
- 김수현 ... 정수현 역

정차민 내외의 슬하 1남 2녀(3남매) 중 막내딸. 용띠생 만19세. 정광득의 사촌 누이동생으로 아직 미혼. 대입 재수생. 사촌 오빠 정광득의 둘째아들 정송후의 동갑내기 5촌 종고모이고, 그토록 동갑내기 5촌 종조카 정송후보다는 생일이 석달 먼저인 종고모. 인천 중구 영종동 거주.
- 김수일 ... 김수일 역

병국 친삼촌 인항태의 처외숙부. 뱀띠생 만66세. 경상남도 진주 거주.
- 조명남 ... 조순호 역

김수일 첫째사위. 원숭이띠생 만51세. 경상남도 하동 거주.
- 안병경 ... 안세춘 역

김수일 둘째사위. 소띠생 만46세. 경상남도 남해 거주.
- 김효원 ... 김효원 역

병국 친삼촌 인항태의 처외종. 김수일 첫째아들. 말띠생 만41세. 경상남도 진주 거주.
- 김기복 ... 김기복 역

병국 친삼촌 인항태의 처외종. 김수일 둘째아들. 개띠생 만37세. 경상남도 진주 거주.
- 김하균 ... 김하균 역

병국 친삼촌 인항태의 처외종. 김수일 막내아들. 소띠생 만34세. 경상남도 진주 거주.
- 신충식 ... 신익수 역

병국 친삼촌 인항태의 처이모부. 말띠생 만65세. 경상북도 고령 거주.
- 송용태 ... 신수원 역

병국 친삼촌 인항태의 처이종. 신익수 내외 장남. 용띠생 만43세. 경상북도 고령 거주.
- 김주영 ... 신수담 역

병국 친삼촌 인항태의 처이종. 신익수 내외 차남. 말띠생 만41세. 경상북도 고령 거주.
- 황일청 ... 황일청 역

병국 친삼촌 인항태의 첫째 처고모부. 뱀띠생 만66세. 경상남도 창원 거주.
- 황범식 ... 황범식 역

병국 친삼촌 인항태의 처고종. 황일청 내외 슬하 2남 2녀(4남매) 중 맏아들. 소띠생 만46세. 경상남도 창원 거주.
- 윤문식 ... 조원양 역

병국 친삼촌 인항태 처고종 황범식의 손윗처남. 말띠생 만53세. 경상남도 함안 거주.
- 황덕재 ... 황덕재 역

병국 친삼촌 인항태의 처고종. 황일청 내외 슬하 2남 2녀(4남매) 중 막내아들. 호랑이띠생 만33세. 경상남도 창원 거주.
- 최준용 ... 남회엽 역

병국 친삼촌 인항태 처고종 황덕재의 손아랫처남. 말띠생 만29세. 경상남도 밀양 거주.

### 두 아빠의 아버지
- 권성덕 ... 송성덕 역

송기윤의 아버지. 양띠생 만64세. 경기도 평택 거주. 부인을 상배. 자녀 슬하 1남 2녀 중 해외 유학파 출신 동포 사위와 결혼을 한 두 딸(장녀 내외의 자녀는 외손녀 3명, 차녀 내외의 자녀는 외손녀 1명) 내외들은 각기각기로 미국(펜실베이니아 주 필라델피아)과 캐나다(온타리오 주 토론토)에 거주.
- 민지환 ... 길지환 역

길용우의 아버지. 소띠생 만58세. 경기도 평택 거주. 부인을 상배. 자녀 슬하 1남 1녀 중 영국 유학파 출신 동포 사위와 결혼을 한 막내딸(막내딸 내외 자녀는 외손녀 2명)은 영국(스코틀랜드 도시 에든버러)에 거주.

### 두 아빠의 직척
- 김성겸 ... 송성겸 역

송기윤의 삼촌. 닭띠생 만62세. 경기도 평택 거주. 슬하 3녀 모두 기혼 및 출가.
- 유명옥 ... 유명옥 역

송기윤의 숙모. 쥐띠생 만59세. 경기도 평택 거주. 딸 3명 모두 무사히 결혼시킴.
- 전운 ... 전흠로 역

송기윤의 고모부. 쥐띠생 만71세. 경기도 평택 거주. 슬하 1남 2녀 모두 무사히 결혼시킴.
- 최선자 ... 송순옥 역

송기윤의 고모. 뱀띠생 만54세. 경기도 평택 거주. 1남 2녀(3남매)를 모두 무사히 결혼시킴.
- 전인택 ... 전인택 역

송기윤의 고종사촌 남동생. 경기도 평택 거주. 소띠 만34세이자 기윤 고모 내외의 맏이인데 아내와 사이에는 슬하 3녀 둠.
- 김영옥 ... 길채하 역

길용우의 고모. 토끼띠 만56세. 경기도 평택 거주. 자녀는 1남 1녀.
- 진봉진 ... 김준기 역

길용우의 고모부. 뱀띠 만54세. 경기도 평택 거주. 슬하 1남 1녀 중 막내아들만 제외하고 모두 무사히 결혼시킴.
- 장연식 ... 김영원 역

길용우의 고종사촌 여동생. 뱀띠 만30세. 신혼 부부. 용우 고모 맏딸. 경기도 수원 출가.
- 임대호 ... 신재준 역

길용우의 고종사촌 매제. 용띠 만31세. 신혼 부부. 용우 고모 내외 맏사위. 경기도 수원 거주.
- 박형준 ... 김영렬 역

길용우의 고종사촌 남동생. 개띠 만25세. 용우 고모 내의 막내아들. 문화대학교 대학원 체육학 석사 취득하였으며, 1996년 9월 5일(목요일)에 징집될 충청북도 청주 공군 사병 입대 준비중. 경기도 오산 거주 자취생.
- 박종관 ... 오종규 역

길용우의 외할아버지. 뱀띠 만78세. 경기도 화성 거주.
- 김복희 ... 권혜영 역

길용우의 외할머니. 호랑이띠 만81세. 경기도 화성 거주.
- 오승명 ... 오승명 역

길용우의 외숙부. 호랑이띠 만57세. 경기도 화성 거주. 1991년 3월에 1년 연상 부인을 병으로 인하여 상배하였으나 슬하 3녀 모두 무사히 기혼 및 출가.

### 맞선 시도 관련
- 김민정 ... 소은상 역

서울 양천 지역구에서 알아주는 중매쟁이.
- 윤예희 ... 윤예희 역

송기윤의 맞선 시도 실패녀. 1995년 당시 양띠 만28세.
- 김은수 ... 김은수 역

길용우의 맞선 시도 실패녀. 1995년 당시 원숭이띠 만27세.
- 김환교 ... 김구환 역

홍진희의 맞선 시도 실패남. 미술학원 강사. 1996년 당시 원숭이띠 만28세.
- 김범룡 ... 차세준 역

김구환의 동료 미술학원 선배 강사. 1996년 당시 쥐띠 만36세.
- 김양욱 ... 안양수 역

김구환의 동료 미술학원 후배 강사. 1996년 당시 닭띠 만27세.

### 지영이 다니는 서울삼육고등학교
- 김기현 ... 김구용 역

인지영의 서울삼육고등학교 2학년 6반 담임 교사(물리 담당)
- 전정로 ... 노영수 역

말띠생 만17세로 서울삼육고등학교 2학년 남학생이며 인지영 양의 남녀공학 서울삼육고등학교 2학 6반 남자 동급생

### 정림이 다니는 서울삼육중학교
- 정귀영 ... 정길상 역

인정림의 서울삼육중학교 2학년 3반 담임 교사(국어 담당)
- 양현태 ... 홍상국 역

닭띠생 만14세로 서울삼육중학교 2학년 남학생이며 인정림 양의 남녀공학 서울삼육중학교 2학년 3반 남자 동급생

### 갑수와 누리가 다니는 서울 문화국민학교
- 정태섭 ... 안태섭 역

문화국민학교 교장
- 양희경 ... 민희경 역

문화국민학교 제1교감
- 윤순홍 ... 장순홍 역

문화국민학교 제2교감
- 손민우 ... 구민우 역

이갑수의 문화국민학교 3학년 6반 담임 교사
- 이현경 ... 차현경 역

나누리의 문화국민학교 2학년 5반 담임 교사

### 병국의 친삼촌 항태가 겸임교수 출강하는 서울 문화대학교 산업공학과
- 박영태 ... 현광철 역

문화대학교 산업공학과 교수 겸 과장. 공학박사.
- 장광 ... 장천암 역

문화대학교 산업공학과 교수. 공학박사.
- 박칠용 ... 박순갑 역

문화대학교 산업공학과 교수. 공학박사.
- 이일재 ... 김민준 역

문화대학교 산업공학과 겸임교수. 공학박사. 병국 친삼촌 인항태의 동료 겸임교수.
- 김진화 ... 박종규 역

문화대학교 산업공학과 겸임교수. 공학박사. 병국 친삼촌 인항태의 동료 겸임교수.
- 안재욱 ... 안재욱 역

문화대 산업공학과 4학년. 병국 친삼촌 인항태의 겸임교수 시절 제자.
- 최지나 ... 최지나 역

문화대 산업공학과 2학년. 병국 친삼촌 인항태의 겸임교수 시절 제자.
- 이민영 ... 이민영 역

문화대 산업공학과 1학년. 병국 친삼촌 인항태의 겸임교수 시절 제자.

### 서울 송파 경찰지서 파출소 관련
- 박상조 ... 박상조 역

서울 송파 경찰지서 파출소장
- 이계인 ... 이계인 역

서울 송파 경찰지서 파출소 경관 1
- 최운교 ... 최운교 역

서울 송파 경찰지서 파출소 경관 2
- 김응석 ... 김응석 역

서울 송파 경찰지서 파출소 형사 1
- 박남현 ... 박남현 역

서울 송파 경찰지서 파출소 형사 2

### 서울 송파 우체국 집배원
- 임선택 ... 임한준 역

서울 송파 경찰지서 파출소로 등기우편을 배달한 서울 송파 우체국 우체부

### 범인 검거 관련
- 이재포 : 고재영 역

협박범인줄 알고 검거하였으나 알고 보니 스토커 1.
- 이문수 : 장성수 역

협박범인줄 알고 검거하였으나 알고 보니 스토커 2.

### 서울 서초 우체국 집배원
- 류시원 ... 도영준 역

서울 서초구 양재동 인력시장 예하 인력은행 강성철 행장에게 등기우편을 배달한 서울 서초 우체국 우체부

### 서울 서초구 양재동 인력시장 예하 인력은행
- 이영달 ... 이순달 역

서울 서초구 양재동 인력시장 대표 사업주
- 박영지 ... 박영호 역

서울 서초구 양재동 인력시장 예하 이사장
- 이도련 ... 이팔도 역

서울 서초구 양재동 인력시장 예하 부이사장
- 조재훈 ... 조원구 역

서울 서초구 양재동 인력시장 예하 전임이사
- 송경철 ... 송상철 역

서울 서초구 양재동 인력시장 예하 상무이사
- 강성욱 ... 강성철 역

서울 서초구 양재동 인력시장 예하 인력은행 대표 행장
- 임혁 ... 임광탄 역

서울 서초구 양재동 인력시장 예하 인력은행 대표 부행장
- 강인덕 ... 최차돌 역

서울 서초구 양재동 인력시장 예하 인력은행 이사장
- 성창수 ... 성원출 역

서울 서초구 양재동 인력시장 예하 인력은행 부이사장
- 이원용 ... 이원용 역

서울 서초구 양재동 인력시장 예하 인력은행 전임이사
- 나영진 ... 나춘택 역

서울 서초구 양재동 인력시장 예하 인력은행 상무이사
- 유식 ... 유정식 역

서울 서초구 양재동 인력시장 예하 인력은행 총무실 실장
- 선동혁 ... 안순택 역

서울 서초구 양재동 인력시장 예하 인력은행 행정실 실장
- 이금복 ... 이금원 역

서울 서초구 양재동 인력시장 예하 인력은행 경리실 실장
- 이원종 ... 이붕명 역

서울 서초구 양재동 인력시장 예하 인력은행 간사국 국장
- 박종설 ... 박철신 역

서울 서초구 양재동 인력시장 예하 인력은행 노동조합집행위원장
- 조형기 ... 조중헌 역

서울 서초구 양재동 인력시장 예하 인력은행 노동조합집행위원회 부위원장
- 김성일 ... 김봉업 역

서울 서초구 양재동 인력시장 예하 인력은행 총무과 과장
- 이상우 ... 이상우 역

서울 서초구 양재동 인력시장 예하 인력은행 중개과 과장
- 윤용현 ... 윤용현 역

서울 서초구 양재동 인력시장 예하 인력은행 상설운영과 과장

### 서울 서초구 양재동 소재 양재 이용원
- 김성환 ... 박영환 역

서울 서초구 양재동 소재 양재 이용원 대표 이발사

### 서울 송파구 가락시장
- 권미혜 ... 권옥자 역

서울 송파구 가락시장 채소 공판장 작업반장
- 봉혜선 ... 봉순옥 역

서울 송파구 가락시장 어물 공판장 작업반장

### 서울 동작구 노량진 수산시장
- 안영주 ... 안심재 역

서울 동작구 노량진 수산시장 활어 공판장 작업반장
- 하미혜 ... 하선정 역

서울 동작구 노량진 수산시장 패류 공판장 작업반장
- 이숙 ... 이윤숙 역

서울 동작구 노량진 수산시장 선어 공판장 작업반장

### 목소리 출연

#### 중공 광저우 재중동포 출신의 인천 계양구 간이 거주자
- 전철우 ... 최동순(추이 둥춘) 역

목소리 출연(제2회 에피소드(고마우신 아버지)에서 서울 서초구 양재동 인력시장 예하 인력은행에 의뢰를 하는 중화인민공화국 광둥 성 광저우 거류 재중동포 출신의 대한민국 인천 계양구 계산동 간이 거주자 최동순 역으로 카메오 목소리 출연)

#### 1988년 7월 8일 이후 말레이 룸푸르 한인 교포
- 이낙훈 ... 조성진 역

목소리 출연(제8회 에피소드(성의를 보여줘요)에서 홍세택(양택조 분)의 외갓댁 이종사촌 형님 조성진 역이자, 1988년 7월 8일 이후 말레이시아 콸라룸푸르 한인 교포 출신인, 원숭이띠 만63세 조성진 영감 역으로 목소리 출연)
- 엄앵란 ... 서금숙 역

목소리 출연(제8회 에피소드(성의를 보여줘요)에서 홍세택(양택조 분)의 외갓댁 이종사촌 형수 서금숙(서씨 친정댁 슬하 배다른 8남 2녀(10남매) 중 장녀(큰따님)이자 셋째) 역이자, 1988년 7월 8일 이후 말레이시아 콸라룸푸르 한인 교포 출신인, 뱀띠 만66세 서금숙 여사 역으로 목소리 출연)
- 강리나 ... 조예원 역

목소리 출연(제8회 에피소드(성의를 보여줘요)에서 홍세택(양택조 분)의 외갓댁 이종사촌 형님 조성진 내외의 2남 3녀 중 막내딸 조예원 역이자, 1988년 7월 8일 이후 말레이시아 콸라룸푸르 한인 교포 출신인, 용띠 만31세 조예원 역으로 목소리 출연)
- 서수남 ... 서순재 역

목소리 출연(제8회 에피소드(성의를 보여줘요)에서 홍세택(양택조 분)의 사돈댁(홍세택 영감의 외갓댁 이종사촌 형님 조성진의 셋째 배다른 손아랫처남 - 서씨댁 배다른 8남 2녀(10남매) 중 7남이자 여덟째)인 서순재 역이자, 1988년 7월 8일 이후 말레이시아 콸라룸푸르 한인 교포 출신인, 말띠 만53세 서순재 역으로 목소리 출연)
- 오욱철 ... 천효철 역

목소리 출연(제8회 에피소드(성의를 보여줘요)에서 홍세택(양택조 분)의 사돈댁(홍세택 영감의 외갓댁 이종사촌 형님 조성진 선생의 셋째 배다른 손아랫처남 서순재 氏의 둘째 손아랫처남)인 천효철 역이자, 1988년 7월 8일 이후 말레이시아 콸라룸푸르 한인 교포 출신인, 닭띠 만38세 천효철 역으로 목소리 출연)
- 김영배 ... 천효배 역

목소리 출연(제8회 에피소드(성의를 보여줘요)에서 홍세택(양택조 분)의 사돈댁(홍세택 영감의 외갓댁 이종사촌 형님 조성진 선생의 셋째 배다른 손아랫처남 서순재 氏의 셋째 손아랫처남)인 천효배 역이자, 1988년 7월 8일 이후 말레이시아 콸라룸푸르 한인 교포 출신인, 개띠 만37세 천효배 역으로 목소리 출연)
- 김정렬 ... 천효동 역

목소리 출연(제8회 에피소드(성의를 보여줘요)에서 홍세택(양택조 분)의 사돈댁(홍세택 영감의 외갓댁 이종사촌 형님 조성진 선생의 셋째 배다른 손아랫처남 서순재 氏의 막내 손아랫처남)인 천효동 역이자, 1988년 7월 8일 이후 말레이시아 콸라룸푸르 한인 교포 출신인, 쥐띠 만35세 천효동 역으로 목소리 출연)
- 김동수 ... 서징모 역

목소리 출연(제8회 에피소드(성의를 보여줘요)에서 홍세택(양택조 분)의 사돈댁(홍세택 영감의 외갓댁 이종사촌 형님 조성진의 막내 배다른 손아랫처남 - 서씨댁 배다른 8남 2녀(10남매) 중 8남이자 막둥이)인 서징모 역이자, 1988년 7월 8일 이후 말레이시아 콸라룸푸르 한인 교포 출신인, 돼지띠 만48세 서징모 역으로 목소리 출연)
- 최양락 ... 반해송 역

목소리 출연(제8회 에피소드(성의를 보여줘요)에서 홍세택(양택조 분)의 사돈댁(홍세택 영감의 외갓댁 이종사촌 형님 조성진 선생의 막내 배다른 손아랫처남 서징모 氏의 둘째 손아랫처남)인 반해송 역이자, 1988년 7월 8일 이후 말레이시아 콸라룸푸르 한인 교포 출신인, 호랑이띠 만33세 반해송 역으로 목소리 출연)
- 황기순 ... 반해겸 역

목소리 출연(제8회 에피소드(성의를 보여줘요)에서 홍세택(양택조 분)의 사돈댁(홍세택 영감의 외갓댁 이종사촌 형님 조성진 선생의 막내 배다른 손아랫처남 서징모 氏의 막내 손아랫처남)인 반용재 역이자, 1988년 7월 8일 이후 말레이시아 콸라룸푸르 한인 교포 출신인, 토끼띠 만32세 반해겸 역으로 목소리 출연)

## 결방
- 1995년 11월 22일 : 저녁 7시 40분부터 청소년 특별기획 생방송 경찰청 사람들 <학교 가기가 무서워요> 편성으로 결방
- 1995년 11월 29일 : 저녁 6시 55분부터 올림픽 대표팀 축구 <대한민국 VS 스웨덴> 중계방송으로 결방
- 1995년 12월 25일 : 저녁 6시 40분부터 <95 MBC 주부 캐럴 가요제> 편성으로 결방
- 1996년 1월 1일 : 저녁 7시 20분부터 특집 <코미디 테마극장> 1~2부 편성으로 결방
- 1996년 1월 2일 : 특집 <명사 사랑의 퀴즈> 편성으로 결방
- 1996년 1월 3일 : 신년특집 프로그램 편성으로 결방

## 참고 사항
- 이 드라마 작품의 주조연 및 단역을 포함한 역대 총 출연진 중 최고령 출연자는 극중 나춘택(나영진 분)의 아버지 나석양 역으로 단역 출연한 남성 원로 영화배우 겸 연기자 추석양(1923년생) 선생이며, 차고령 출연자는 극중 나석양(추석양 분)의 아버지 나민호 역으로 단역 출연한 남성 원로 연극배우 겸 연기자 장민호(1924년생) 선생이다.